# ميخائيل ماكاي
ميخائيل ماكاي (بالإنجليزية: Michael Mackay)‏ هو لاعب كرة قدم بريطاني في مركز الهجوم، ولد في 11 أكتوبر 1982 في درم في المملكة المتحدة. لعب مع نادي غيتزهد ونادي هارتلبول يونايتد.

## وصلات خارجية
- ميخائيل ماكاي على موقع قاعدة بيانات كرة القدم.إي يو (الإنجليزية)
- ميخائيل ماكاي على موقع Soccerbase.com (لاعب) (الإنجليزية)